# The Real Comedian Harmonists
The Real Comedian Harmonists sind ein 2019 in Stuttgart gegründetes internationales Vokalensemble aus Deutschland.

## Werdegang
Das große Vorbild des im Oktober 2019 im Alten Schauspielhaus Stuttgart gegründeten Vokalensembles
sind die weltberümten Comedian Harmonists und die Musik der goldenen Zwanziger Jahre. Die fünf Gesangsartisten um den Pianisten Florian Fries kommen aus Deutschland, Luxemburg, Ungarn und Österreich.
Konzertreisen führten das Ensemble schon durch ganz Deutschland bis nach Schweden oder der Schweiz und zu vielen bekannten Musikfestivals wie u. a. den Elblandfestspielen Wittenberge, den Walkenrieder Kreuzgangkonzerten, den Domkonzerten Königslutter, den Weilburger Schlosskonzerten oder dem Elztalfestival.
Das von der Presse vielgelobte Ensemble besticht durch Witz und Charme mit amüsanter Choreografie. Unvergessene Lieder der Comedian Harmonists wie: Mein kleiner grüner Kaktus oder Wochenend und Sonnenschein sind zur Freude des Publikums zentraler Bestandteil der Konzerte.
Neben dem Comedian-Harmonists-Programm präsentierte das Ensemble aber auch schon eine festliche Revue, ein Singspiel sowie ein Weihnachtprogramm.
2022 hat die Produktion „Halleluja“ den Publikumspreis für die beliebteste Produktion im Alten Schauspielhaus Stuttgart in der Spielzeit 2021/2022 bekommen.
Im Juni 2023 wurde im Konzerthaus Liebfrauen Wernigerode die CD: Das kleine bisschen Glück eingespielt.

## Diskografie (Auswahl)
- Album für Kinder (2021)
- Das kleine bisschen Glück (2023)